# Províncias de Madagáscar

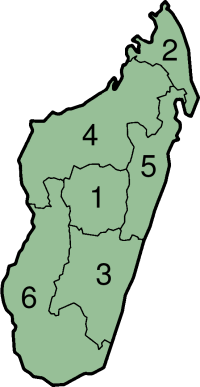

Madagáscar é dividido em seis províncias autônomas (faritany mizakatena):
1. Antananarivo
2. Antsiranana
3. Fianarantsoa (província)
4. Fianarantsoa
5. Toamasina
6. Toliara

As províncias serão dissolvidas como resultado da nova subdivisão regional e do referendo constitucional de 2007. Existe um prazo de trinta meses (até outubro de 2009) para a transição.

## História
As províncias foram criados em 1946 quando Madagáscar era uma colônia francesa. Elas eram inicialmente cinco, a sexta província, Diego Suarez/Antsiranana, foi criada posteriormente, mas antes das eleições provinciais de 1957. Estas seis províncias se mantiveram após independência do país em 1960. 
A nova Constituição de 1992 declarou que o país deveria ser dividido em entidades territoriais descentralizada, sem entrar em detalhes. Através de uma lei de 1994, foram definidos três níveis de divisão administrativa: regiões, departamentos e municípios. As províncias não foram mencionados nesta lei. 
Após o ex-presidente Didier Ratsiraka ser reeleito em 1997, ele introduziu em 1998 uma revisão na Constituição, na qual as províncias ainda existentes foram transformadas em "províncias autônomas". Antes disso, nenhuma constituição tratou de quaisquer detalhes sobre as subdivisões do país, deixando este assunto para ser definido por lei. As províncias autônomas foram criadas em 2000. A motivação oficial era fazer de Madagáscar um estado federal descentralizado, por outro lado, críticos alegavam que a motivação disfarçada era certificar se Ratsiraka possuía um sólido apoio da maioria das províncias; Seu partido, AREMA, ganhou as eleições provinciais de 2000 em todas as províncias, exceto Antananarivo. 
Nas eleições presidenciais de 2001, Ratsiraka foi derrotado pelo candidato da oposição Marc Ravalomanana. Ainda que os números oficiais do Ministério do Interior malgaxe obrigassem à realização de um segundo turno, os seguidores de Ravalomanana acusaram o governo de fraude e Marc Ravalomanana se auto proclamou presidente. Os cinco governadores provinciais da AREMA saíram em apoio de Ratsiraka e se auto declararam independentes da república. 
Quando Ravalomanana conseguiu assegurar sua posição de Presidente da República, os governadores provinciais foram substituídos por PDS's (Presidentes por Delegação Especial). Isso efetivamente colocou um fim às "províncias autônomas", embora elas nominalmente permaneceram porque continuavam incluídas na Constituição. 
Rumores sobre a dissolução das províncias autônomas já existiam, quando, em 4 de abril de 2007, foi realizado um referendo constitucional, onde a maioria dos eleitores aprovaram a revisão constitucional sem qualquer província. As novas regiões se tornarão o mais alto nível de divisão administrativa. Foi definido um prazo de trinta meses (até outubro de 2009) para a transição.

### Evolução das mudanças
Os anos anteriores à independência de 1960, Madagáscar teve um sistema de divisão administrativa inspirado na França.
Duriante a segunda república (1975-1991), Madagáscar foi dividido em quatro níveis de governo:
1. Faritany (província)
2. Fivondronana (ou fivondronampokontany)
3. Firaisana (ou firaisampokontany)
4. Fokonolona (ou fokontany)

Atualmente há 5 diferentes níveis de divisão:
1. Faritany mizakatena (província autônoma) (6)
2. Faritra (região) (22)
3. Fivondronana (distrito) (116)
4. Kaominina (comuna) (1.548)
5. Fokontany (16.969)

A constituição de 1992, determinou que o país deveria ser descentralizado em entidades territoriais. O nome, quantidade e limites destas entidades territoriais deveriam ser definidas em lei. A lei que passou pela Assembleia Nacional em 1994 definiu três níveis de divisão: região (faritra), departamento (departemanta) e comuna (kaominina). As comunas foram criadas em 1996. As províncias existentes não foram mencionadas na lei.
Com a volta do ex-presidente Didier Ratsiraka ao poder, a constituição foi emendada em 1998, para incluir e mencionar especificamente seis províncias autônomas, divididas em regiões e comunas indefinidas. As províncias autônomas, com os mesmos nomes e territórios das províncias já existentes, foram criadas em 2000. As eleições para os seis conselhos provinciais que ocorreram em 3 de dezembro de 2000, resultaram na majoridade da AREMA em todas as províncias, exceto  Antananarivo.
Durante a luta pelo poder após as eleições presidenciais de 2001, cinco dessas províncias, cujos governadores apoiaram Ratsiraka, declararam-se independentes da república. O novo presidente, Ravalomanana, substituiu os governos provinciais por delegações especiais, nomeadas pelo presidente. Isto significou que as províncias autônomas deixaram de existir como tal, e  sua efetiva dissolução já está programada (ver abaixo). 
Em 2004, as regiões foram finalmente criadas pela Assembleia Nacional através da lei número 2004-001. Apesar das 28 regiões originalmente propostas tenham se tornado 22. Embora as regiões sejam subdivisões das províncias, elas são as representantes (e as que representam o povo) da república, e não as províncias. As regiões também irão assumir os ativos das "ex-Fivondronampokontany" (distrito). Consta também que os municípios são as únicas entidades operacionais e que haverá um período indeterminado de transição para o novo sistema. Os departamentos não são mencionados na lei, apesar da designação "componentes das regiões" ser usada. 
Também em 2004, os já existentes "Fokontany" foram redefinidos no decreto presidencial 2004-299. Eles são subdivisões das comunas e dirigido por um chefe designado pelo prefeito. 
Em 2005, uma nova entidade denominada "distritos" (distrika) foi criada pelo decreto presidencial 2005-012, substituindo os departamentos de 1994. Existem 116 distritos. Eles possuem os mesmos limites que os antigos "Sous-prefeituras" ou "ex-Fivondronampokontany". Eles são definidos como subdivisões das regiões, e possuem um ou mais "arrondissements administratifs". O chefe de um distrito é designado pelo chefe da região. 
Na constituição de 2007, as províncias autônomas foram excluídas. Em vez disso, as regiões, os municípios e as fokontany (mas não os distritos) forma incluídos. 